# Opius tablerockensis
Opius tablerockensis är en stekelart som beskrevs av Fischer 1964. Opius tablerockensis ingår i släktet Opius och familjen bracksteklar. Inga underarter finns listade i Catalogue of Life.